# Final Fantasy III Legend of Eternal Wind
Final Fantasy III Legend of Eternal Wind est un album arrangé du jeu Final Fantasy III (Square) sur Famicom.

## Fiche technique
- Composé par : Nobuo Uematsu
- Arrangé par : Nobuo Uematsu
- Chanté par : Dido (3, 4)
- Narré par : Jeff Levy
- Sortie : 25 mai 1990 (édition originale), 25 mars 1994 (réédition)
- Référence : PSCX-1005 (Datam - édition originale), PSCR-5252 (Datam - réédition)

## Liste des musiques
| No | Titre                            | Durée |
| -- | -------------------------------- | ----- |
| 1. | The Evil Power of the Underworld |       |
| 2. | Following the Wind               |       |
| 3. | Montage                          |       |
| 4. | Their Spiritual Leader           |       |
| 5. | Ebb and Flow                     |       |
| 6. | The Dark Cloud                   |       |
| 7. | Rebirth                          |       |